# رشته‌کوه خنتئی
رشته‌کوه خنتئی (روسی: Хэнтэй) یکی از کوه‌های سیبری جنوبی در سرزمین زابایکالسکی ناحیه فدرالی خاور دور کشور روسیه است.